# Поліцейська історія 4: Перший удар
Поліцейська Історія 4: Перший Удар (оригінал. назва Police Story 4: First Strike) — гонконгський фільм за участю Джекі Чана, з'явився на екранах 1996 року. Касові збори в Гонконгу зібрали майже 60 000 000 $.

## Сюжет
Розвідки США і Росії наймають супер-поліцейського із Гонконгу, щоб почати пошуки викраденої української ядерної боїголовки. Українка Наталя Рекшинська — єдина людина, що може вивести поліцію на торговців ураном. Вона повертається в Сімферополь через Гонконг і поліцейський Чан Ка Куй (Джекі Чан) летить з нею на зустріч лавині пригод.
В Україні Джекі Чана чекають: міліція, кумедні таксисти, мільйони купонокарбованців, сніжні гори і багато іншого. Фільм знімався в Гонкогу, Україні, Росії і Австралії.

## В ролях
- Джекі Чан — інспектор Чан Ка Куй
- Ігор Гузун — агент ФСБ
- Джексон Лю — Джексон Цуй
- Нонна Гришаєва — Наталка
- Енні У — Енні Цуй
- Біл Тун — дядько Біл Вон
- Юрій Петров — Грегор Єгоров
- Джон Евіс — Марк
- Террі Ву — дядько Севен
- Кристофер Казмарек — командир Корда
- Натан Джонс — російський кілер

## Цікаві факти і кіноляпи

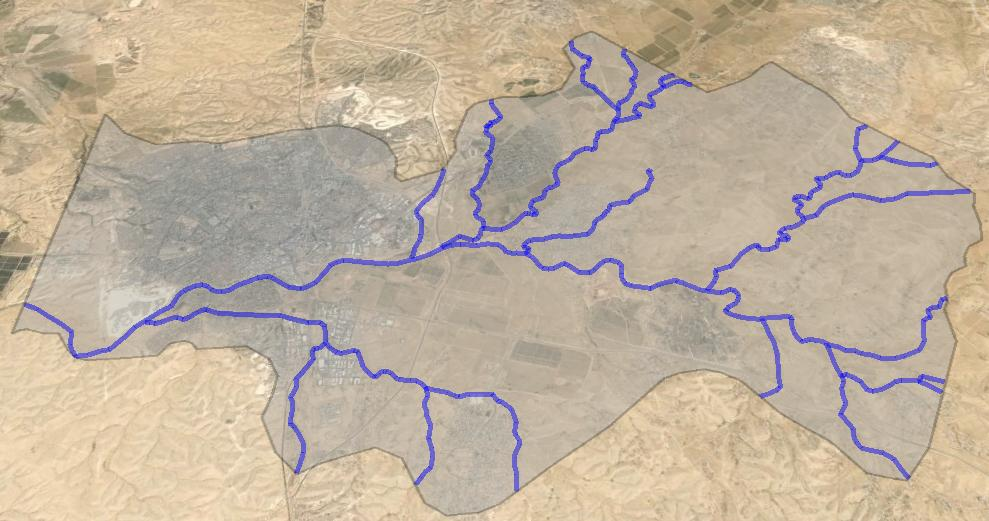
Неправильна назва лижного курорту «Сніжні Карпати»

- У зніманні фільму взяла участь Ялтинська кіностудія художніх фільмів.

- Трюк, у якому Джекі Чан стрибає зі сноубордом на вертоліт, а потім падає з нього у крижану воду, увійшов до десятки найнебезпечніших трюків актора. Після цього трюку Джекі отримав важке поранення губи.

- Деякі вивіски в Карпатах написані з помилками: «Сніжні Карати», «Лижі на прокот», «Вхіа забороний, нарушення карається законом», а також всі українці розмовляють з англійським акцентом.

- У фільмі показано, що українські міліціонери й військові використовують американські вертольоти (1996 рік), а насправді використовували радянські вертольоти Мі-8 і Мі-24.

- У фільмі Ластівчине гніздо знаходиться в Сімферополі, а насправді — в селищі Гаспра.

## Касові збори
Перший Удар мав великий успіх касових зборів у Гонконгу і зібрав там 57 518 794 доларів протягом його театрального пробігу. Це один із найбільш касових фільмів Джекі Чана в Гонконгу.
В Північній Америці фільм вийшов на екрани 10 січня 1997 року, в 1,344 північно-американських кінотеатрах, і в перші дні зібрав 5 778 933 доларів.
Його повні касові збори в Північній Америці становлять 15 318 863 доларів.

## Нова США-версія
Кінокомпанія New Line Cinema перевидала фільм, укоротивши та змінивши звукову доріжку. Попри те, що більша частина фільму ведеться англійською мовою, майже весь залишок, кантонську, українську, і російську мову з кінофільму цілком дублювавали на англійську мову. Mei Ah Entertainment VCD і Japanese Warner Home Video DVD — єдині версії що містять фільм, неурізаний і без дублюючої мови.
У США DVD версію фільму випустила кінокомпанія New Line Cinema. Стрічка отримала змішану критичну реакцію. Зараз ця версія має 52 % схвалення за оцінкою Rotten Tomatoes.
Критик Майк Ласалі з газети «Хроніки Сан-Франциско» був найзахопленішим від фільму:
|  | «Одне із задоволень фільму, що був бадьорий в цей період історії - Джекі Чан. Є й інші задоволення від фільму, так само. Але декілька речей у фільмі сьогодні настільки ж надійні як кінофільм Джекі Чана. Навіть якщо картина слабка, Джекі ніколи не розчаровує. Спостерігаючи його в "Першому Ударі" Джекі Чана, новісіньке зусилля, що відкривається сьогодні, немає жодного сумніву, що це привабливий оригінал і великий популярний художник. Так, цей Джекі плаває з акулами. Він влізає від балкона до балкона на останньому поверсі високого хмарочосу. Він навіть утримується на вертольоті, стрибає з висоти 100 футів в замерзлу воду і вертоліт вибухає.» |

## Номінації і нагороди
- 1997 Нагороди Гонконських Фільмів
- Виграно: Найкраща Хореографія Дії (Стенлі Тонг)
- Висунуто: Найкраща Картина
- Висунуто: Найкращий Актор (Джекі Чан)
- Висунуто: Найкращий Новий Виконавець (Ені Ву)
- Висунуто: Найкращий Фільм, Редагування (Пітер Ченг, Яу Чін-вай)

- 1996 Фестиваль Golden Harvest
- Виграно: Найкращий Напрям Дії (Стенлі Тонг)

- 1997 Нагороди Кінофільмів MTV
- Висунуто: Найкраща Боротьба